# Poecilosoma misionum
Poecilosoma misionum är en fjärilsart som beskrevs av Embrik Strand 1915. Poecilosoma misionum ingår i släktet Poecilosoma och familjen björnspinnare. Inga underarter finns listade i Catalogue of Life.